# Thomas Bevan
Pour les articles homonymes, voir Bevan.
Thomas Bevan (né vers 1796 à Neuadd-Lwyd au Pays de Galles et mort le 31 janvier 1819 à Tamatave à Madagascar) est un missionnaire protestant du début du XIXe siècle. Il fut, avec David Jones, autre membre de la London Missionary Society, l'introducteur du protestantisme à Madagascar, où ils installent une école à Tamatave en 1818.